# Mladen Lorković
Mladen Lorković, född 1 mars 1909 i Zagreb, död (avrättad) i april 1945 i Lepoglava, var en kroatisk politiker och jurist.

## Biografi
Lorković började studera juridik vid universitetet i Zagreb, men fortsatte och avslutade sina studier vid Innsbrucks universitet och Humboldtuniversitetet i Berlin efter att ha tvingats i exil av Jugoslaviens kung Alexander I. 1934 blev han medlem av Ustaša och kom som befälhavare för organisationens grenar i Europa att stå dess ledare Ante Pavelić nära.
Efter att den Oberoende staten Kroatien utropats 1941 var Lorković utrikesminister 1941–1943 och åter 1944 samt inrikesminister 1943–1944. Han motsatte sig det fascistiska Italiens påverkan på staten till förmån för starka band med Nazityskland. Efter att tillsammans med försvarsminister Ante Vokić ha förhandlat med representanter för det Kroatiska bondepartiet om att upprätta en koalitionsregering samt om att gå över från alliansen med axelmakterna till de allierades sida i andra världskriget, greps Lorković och avrättades i fängelset i Lepoglava i april 1945.